# Josep Subirats
Josep Subirats Samora (Barcelona, 26 de febrero de 1914 - 26 de febrero de 1997) fue un dibujante español nacido en el barrio de Gracia de Barcelona.
De 1926 a 1934 fue discípulo de Ramon Calsina y Félix Mestres. A partir de 1932 forma parte de la Asociación de Cartelistas y en 1936 se incorpora al Sindicato de Dibujantes y pasa a formar parte del grupo de dibujantes del PSUC del que comparte la dirección con Martí Bas. De esa época son conocidos algunos de sus carteles, como el titulado Campesino. Colabora con Tísner, Antoni Clavé y otros cartelistas de la época. Movilizado en 1937 en el Frente de Aragón, pasa a Francia a principios de 1939 y es internado en los Campos de concentración franceses de El Barcarès, Argelès y Champ de Mars de Perpiñán. Al cruzar de nuevo la frontera fue internado en los campos franquistas de Figueras y Reus, y después incorporado a los batallones disciplinarios. Regresa a Barcelona a principios de la década de 1940 donde trabajó en los barrios de Somorrostro y Bogatell, pero su trabajo no tuvo gran repercusión y se dedicó al dibujo publicitario.